# جمهوری خلق شوروی خوارزم
جمهوری خلق شوروی خوارزم به عنوان جانشین خانات خوارزم در فوریه ۱۹۲۰ ایجاد شد، زمانی که خان در پاسخ به فشارهای عمومی استعفا کرد و در ۲۶ آوریل ۱۹۲۰ به‌طور رسمی توسط شورای خوارزم اعلام شد. این جمهوری در تاریخ ۲۰ اکتبر ۱۹۲۳ به جمهوری سوسیالیستی خوارزم شوروی تبدیل شد. این جمهوری تنها تا ۱۷ فوریه ۱۹۲۵ پابرجا بود، زمانی که میان سه جمهوری تازه تأسیس شوروی ازبکستان، ترکمنستان و خودمختار قره‌قالپاق که برپایه تقسیمات ملیتی آسیای میانه توسط شوروی پدید آمده بودند، تقسیم شد.